# Chief Wahoo

Chief Wahoo.

Chief Wahoo désigne à la fois le logo et le personnage représenté sur un des logos des Indians de Cleveland, un club de la Ligue majeure de baseball.
Il s'agit d'une caricature d'un homme des Premières Nations des États-Unis. Dessiné en 1947, l'apparence de Chief Wahoo a subi quelques modifications mais est demeurée à peu de chose près inchangée depuis 1951.
Le logo, que l'équipe des Indians préfère appeler mascotte, prête à controverse depuis au moins le début des années 1970 et a été dénoncé comme raciste. Il a été ciblé depuis 1972 par des actions ou menaces d'actions en justice, par des projets de loi, manifestations et dénonciations publiques par des associations autochtones, des politiciens incluant un ancien maire de Cleveland, des films documentaires, des groupes religieux, des journalistes sportifs, des médias, ainsi que des supporteurs de l'équipe.
Le 29 janvier 2018, il est annoncé que Wahoo n'apparaîtra plus sur les uniformes ou les casquettes de l'équipe à partir de 2019. Le club de Cleveland conserve cependant le droit de vendre la marchandise à son effigie et en tirer un profit financier, puisqu'il possède la marque de commerce.
Malgré le démenti de l'équipe de baseball qui l'utilise, il avait officieusement été relégué au rang de logo plus ou moins secondaire en 2014, mais demeurait néanmoins au cœur de la promotion du club sportif, ainsi que la source de plusieurs millions de dollars de revenus annuels. Le 2 avril 2016, les Indians relèguent officiellement Wahoo au rang de logo secondaire, remplaçant leur logo principal par une lettre « C » rouge qu'ils utilisaient déjà depuis plusieurs années.

## Histoire

### Contexte
En 1932, The Plain Dealer, un journal de Cleveland, publie un dessin humoristique de Fred George Reinert représentant une caricature d'un Autochtone nord-américain présentant une ressemblance marquée avec l'éventuel Chief Wahoo. Cette caricature récurrente, apparaissant dans les pages du quotidien pour signifier une victoire des Indians, est couramment appelée The Little Indian (« Le petit Indien »). Le journaliste George Condon estime en 1972 qu'il s'agit de l'inspiration pour Chief Wahoo.
En 1947, le propriétaire des Indians de Cleveland, Bill Veeck, mandate la J.F. Novak Company, qui crée les écussons pour les policiers et les pompiers de la ville de Cleveland, pour imaginer un nouveau logo pour son équipe de baseball. C'est à un jeune dessinateur industriel de la Novak âgé de 17 ans, Walter Goldbach, qu'échoit la tâche de dessiner un logo qui « transmettra un esprit de joie pure et d'enthousiasme débridé ». Il crée un personnage d'Autochtone grimaçant, au nez proéminent et à la peau jaune. Ni Goldbach, ni les Indians, ne désignent le logo par un nom particulier. L'invention du nom Chief Wahoo est indéterminée et généralement attribuée aux journalistes sportifs de l'époque. Goldbach, lors d'une interview en 2008, estime que le nom est impropre car « il n'est pas un chef, il est un brave. Il n'a qu'une plume. Les chefs ont une coiffe de plumes. »
Le logo original est modifié en 1951. De jaune, sa peau devient d'un rouge éclatant, et son nez, quoique toujours proéminent, est raccourci et légèrement arrondi. La seule différence notable après les années 1950 sont les lignes de contour, alors bleues et depuis noires. Si l'apparence de Chief Wahoo ne change plus, il est parfois dessiné en action et intégré à un environnement, comme dans les années 1970 où on le voit jambe gauche levée, brandissant une batte de baseball.
C'est aussi dans les années 1970 que, la technologie rendant la chose plus aisée, Chief Wahoo est en vedette sur le tableau d'affichage numérique du Cleveland Stadium grâce aux animations réalisées par l'auteure de bande dessinée Hilda Terry. Des difficultés techniques plombent le projet à l'origine, mais durant la saison 1978, Chief Wahoo en dessin animé danse au tableau pour célébrer un coup de circuit et lance des flèches pour signifier un double retrait.

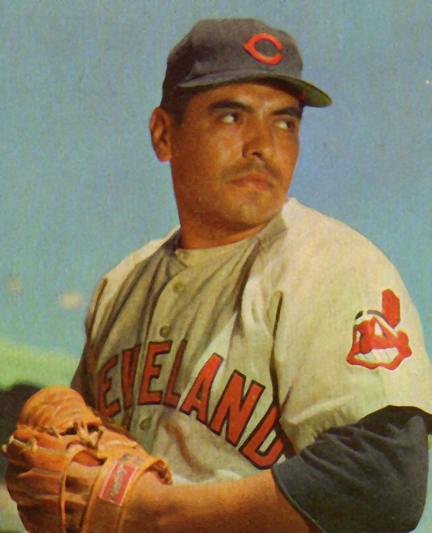
Chief Wahoo, sur la manche de l'uniforme de Mike Garcia, circa 1953.

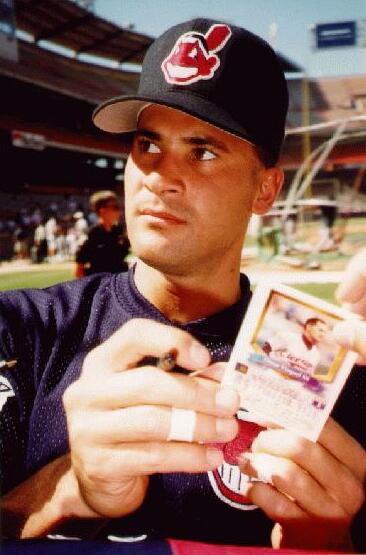
Chief Wahoo sur la casquette portée par Omar Vizquel en 1996.

Des inquiétudes sur la perception du logo comme étant raciste sont écartées par les Indians dans les années 1980, ce qui entraîne une marchandisation renouvelée du personnage, décrit comme une façon de susciter la nostalgie avec une imagerie « à l'ancienne ». En 1986, le club bannit les bannières « désobligeantes » (derogatory) au stade, afin d'étouffer les critiques envers Chief Wahoo.
Le club envisage de se débarrasser de Chief Wahoo en 1993, alors que les Indians préparent leur transition du vétuste Cleveland Stadium au Jacobs Field, un nouveau stade de baseball moderne, mais il est ultimement conservé.

## Controverse
La controverse entourant le nom de l'équipe des Indians de Cleveland, et plus particulièrement leur représentation des Autochtones par le biais de Chief Wahoo, fait partie d'un mouvement plus large ayant pris de l'ampleur au fil des ans. D'autres équipes sportives en Amérique du Nord ont été visées par des dénonciations publiques, des poursuites judiciaires et des manifestations, comme par exemple les Redskins de Washington et les Chiefs de Kansas City de la National Football League et les Braves d'Atlanta de la Ligue majeure de baseball. En juillet 2015, un juge fédéral américain a notamment ordonné l'annulation de la marque de commerce des Redskins (« Peaux rouges » en français).

### Poursuites
C'est en 1972, à l'initiative de l'activiste Russell Means, qu'est lancée la première opération d'importance contre Chief Wahoo. Means intente contre les Indians de Cleveland une poursuite de 9 millions de dollars pour diffamation et calomnie.
Michael R. White, maire de Cleveland de 1990 à 2002, annonce son intention de bannir Chief Wahoo et de le faire retirer de tout endroit dont la ville est propriétaire, mais ne passe jamais aux actes.
Le 17 octobre 2016, à quelques heures du premier match de la Série de championnat de la Ligue américaine 2016 à être disputé à Toronto entre l'équipe locale, les Blue Jays, et le club de Cleveland, le juge de la Cour supérieure de l'Ontario, Tom McEwen, rejette une demande d'injonction d'un militant, Douglas Cardinal, déposée pour bloquer l'utilisation du nom « Indians » et de Chief Wahoo en Ontario,.

### Manifestations

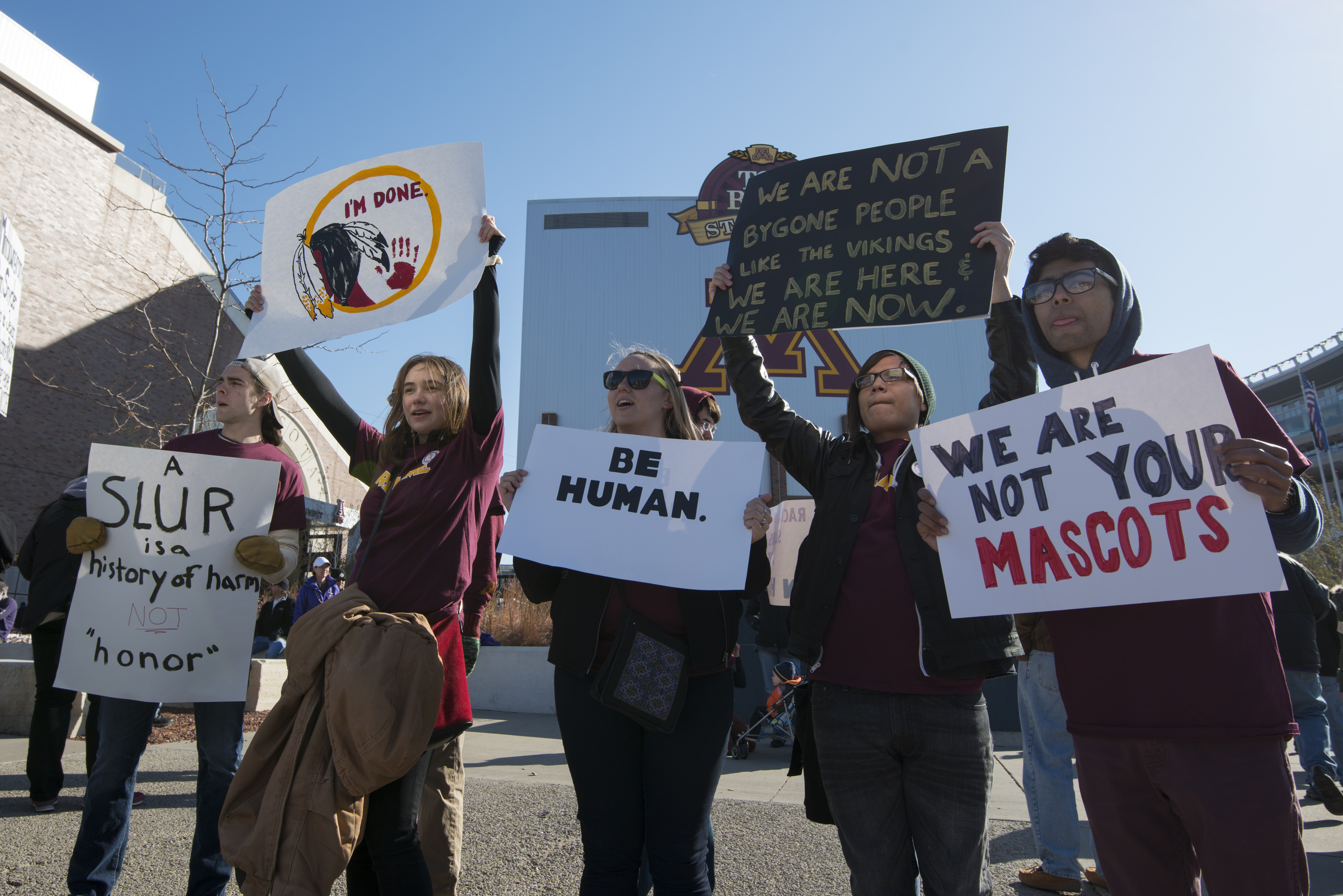
Manifestation contre l'utilisation de noms autochtones pour nommer des équipes sportives le 2 novembre 2014 à Minneapolis lors d'une visite de l'équipe de football des Redskins de Washington.

Chief Wahoo a fait l'objet de nombreuses manifestations contre la représentation jugée raciste des peuples autochtones,. Les manifestations à ce sujet demeurent monnaie courante aussi récemment que 2015, et sont fréquentes depuis au moins le milieu des années 1990. Le sujet est particulièrement à propos lorsque les Indians et les Braves s'affrontent lors de la Série mondiale 1995.
En 1995, Larry Doby, premier joueur afro-américain à évoluer dans la Ligue américaine de baseball jusque-là ségréguée, dénonce Chief Wahoo, qu'il associe au blackface des minstrel shows.
Lors de la Série mondiale 1997, la finale de la saison de baseball que les Indians disputent aux Marlins de la Floride, le militant Vernon Bellecourt et d'autres manifestants sont arrêtés à Cleveland pour avoir brûlé une effigie de Chief Wahoo devant le Jacobs Field. Bellecourt est arrêté de nouveau pour une manifestation contre le personnage en avril 1998, au jour d'ouverture de la saison de baseball. Les accusations sont abandonnées dans le premier cas, et il est libéré au lendemain de sa seconde arrestation sans qu'aucune procédure judiciaire ne soit ensuite entamée contre lui.
Bellecourt entame une poursuite, estimant que son droit à la liberté d'expression a été bafoué lors de son arrestation en 1997, mais ses prétentions sont rejetées par la Cour suprême de l'Ohio en 2004 dans le jugement Bellecourt v. Cleveland.
En septembre 2014, le New York Daily News annonce qu'il ne publiera plus dans ses pages des photos où apparaît Chief Wahoo.
Durant la Série mondiale 2016, à laquelle participent les Indians, l'effigie de Chief Wahoo reçoit une visibilité accrue dans les médias, provoquant à nouveau des discussions à son sujet. Avant le second match de la Série mondiale le 26 octobre à Cleveland, le commissaire du baseball, Rob Manfred, indique : «Je sais que ce logo en particulier est offensant pour certaines personnes, et nous tous à la Ligue majeure de baseball comprenons pourquoi ». En janvier 2017, Manfred assure que les Indians et la MLB « travaillent à une solution » au sujet de Wahoo et indique que le commissaire a rencontré à ce propos le propriétaire et des actionnaires du club de Cleveland.

## Emploi sur les uniformes des Indians

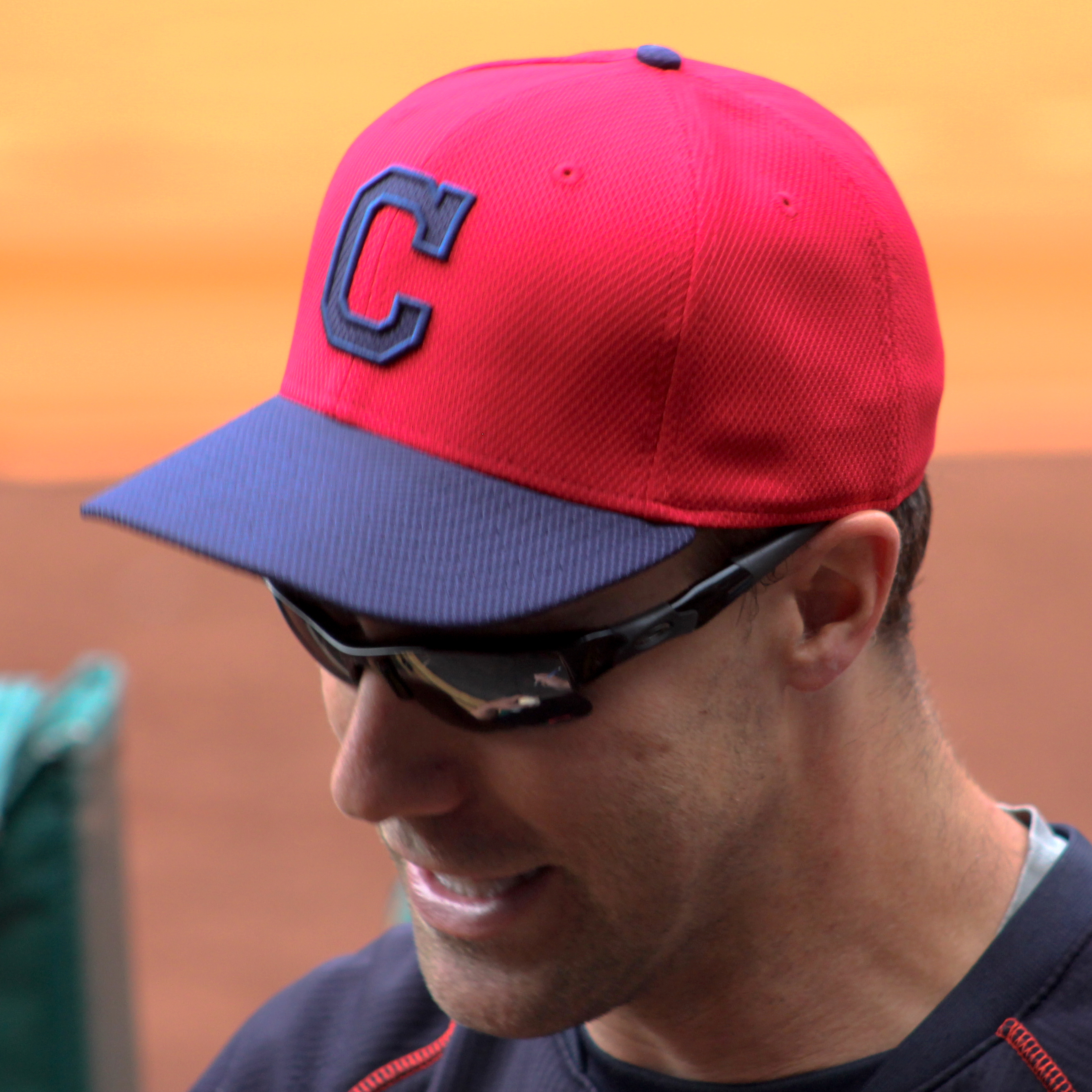
La lettre « C » comme autre logo des Indians de Cleveland sur la casquette de David Murphy en 2015.

## Logos alternatifs
Malgré le démenti des Indians de Cleveland, Chief Wahoo est relégué au rang de logo plus ou moins secondaire en 2014, alors que club adopte comme logo principal (notamment sur les casquettes que portent ses joueurs) la lettre « C », signifiant « Cleveland ». La casquette sur laquelle apparaît Wahoo continue tout de même à être portée lors de plusieurs matchs chaque année, et le personnage est bien en vue sous la forme d'un écusson sur la manche de la chemise de l'uniforme des Indians. Le club réitère cependant qu'il n'est pas question d'entièrement faire disparaître Wahoo.

## Représentations artistiques

### Cinéma
- WaWHO? Nothing is Sacred, documentaire de Dennis K. Adkins pour le Cleveland American Indian Movement[21].